# Мён, Эйрик
Э́йрик Мён (норв. Eirik Mjøen; род. 16 сентября 1992, Оппдал, Сёр-Трёнделаг) — норвежский кёрлингист.
Играет на позиции четвёртого. Скип своей команды.

## Достижения
- Зимние Универсиады: золото (2015).
- Чемпионат мира по кёрлингу среди юниоров: бронза (2011, 2014).
- Чемпионат Норвегии по кёрлингу среди мужчин: серебро (2014, 2015), бронза (2016).

## Команды
| Сезон   | Четвёртый           | Третий              | Второй                | Первый                | Запасной                        | Турниры             |
| ------- | ------------------- | ------------------- | --------------------- | --------------------- | ------------------------------- | ------------------- |
| 2010—11 | Стеффен Меллемсетер | Маркус Хёйберг      | Магнус Недреготтен    | Сандер Рёлвог         | Эйрик Мён                       | ЧМЮ 2011            |
| 2011—12 | Маркус Хёйберг      | Магнус Недреготтен  | Sebastian Mellemseter | Сандер Рёлвог         | Эйрик Мён                       | ЧМЮ 2012 (4 место)  |
| 2012—13 | Эйрик Мён           | Мартин Сесакер      | Вильгельм Несс        | Markus Skogvold       | Гауте Непстад                   | ЧМЮ 2013 (5 место)  |
| 2013—14 | Эйрик Мён           | Markus Skogvold     | Мартин Сесакер        | Вильгельм Несс        | Гауте Непстад                   | ЧМЮ 2014 · ЧНМ 2014 |
| 2014—15 | Стеффен Вальстад    | Эйрик Мён           | Сандер Рёлвог         | Frode Tobias Bjerke   |                                 | ЧНМ 2015            |
| 2014—15 | Стеффен Вальстад    | Эйрик Мён           | Магнус Недреготтен    | Сандер Рёлвог         |                                 | ЗУ 2015             |
| 2015—16 | Эйрик Мён           | Сандер Рёлвог       | Мартин Сесакер        | Markus Skogvold       |                                 | ЧНМ 2016            |
| 2016—17 | Эйрик Мён           | Сандер Рёлвог       | Мартин Сесакер        | Markus Skogvold       |                                 | ЧНМ 2017 (4 место)  |
| 2017—18 | Стеффен Меллемсетер | Вильгельм Несс      | Мартин Сесакер        | Harald Skarsheim Rian | Эйрик Мён                       | ЧНМ 2018 (6 место)  |
| 2019—20 | Стеффен Меллемсетер | Вильгельм Несс      | Harald Skarsheim Rian | Эйрик Мён             | Йёрген Мюран                    | ЧНМ 2020 (5 место)  |
| 2020—21 | Стеффен Вальстад    | Торгер Нергор       | Маркус Хёйберг        | Магнус Вогберг        | Эйрик Мён тренер: Томас Лёвольд | ЧМ 2021 (8 место)   |
| 2022—23 | Стеффен Меллемсетер | Кристиан Рольвсьорд | Эйрик Мён             | Truls Rolvsjord       | Sondre Snøve Høiberg            | ЧНМ 2023 (6 место)  |

(скипы выделены полужирным шрифтом)